# Филм
Вижте пояснителната страница за други значения на Филм.
Филмът е визуален разказ, реализиран чрез бързо сменящи се изображения, леко различни едни от други и прожектирани със скорост от 24 броя за една секунда. Тези отделни изображения се наричат кинокадри. Зрителят не може да забележи смяната на кадрите и започва да ги възприема като непрекъснато движение при смяна над 10 – 12 кадъра в секунда, тъй като системата око/нерв/мозък има време за реакция и продължава да възприема всяко изображение известно време след изчезването на неговия източник. Именно бързото показване на кадрите предизвиква илюзията за непрекъснато движение. Този ефект се постига чрез записване на поредица от фотографски снимки, чрез използване на анимация или чрез други техники за визуални ефекти. Филмите най-често са предназначени за показване по телевизията или в кината.
В наши дни филмите играят важна роля в културния живот – като произведение на киноизкуството, като източник на масово забавление и като средство за образование и в отделни случаи индоктриниране на големи обществени групи. Визуалните и музикални елементи на филмите са универсално разбираеми, а преводът на текстовото им съдържание чрез дублаж или субтитри дава възможност за тяхното международно разпространение.
Игралните филми представляват игрални постановки. Те обикновено са с дължина над 60 минути (най-често 90 – 120 минути, като малък брой филми продължават четири и повече часа, но обикновено се показват на серии).
Наименованието „филм“ идва от факта, че при появата на първите филми те са записвани и прожектирани с помощта на съществуващите от по-рано фотографски филми.

## История
Киното възниква постепенно през втората половина на XIX век в процеса на развитие на фотографията. Не е възможно да се определи точна рождена дата на киното, тъй като появата му е свързана по-скоро с натрупване на опит и технически подобрения, отколкото с отделно изобретение. Въпреки това понякога създаването на киното се приписва на братя Люмиер, изобретили кинематографа през 1895 година. Но дори и преди тази дата пионери като Луи Еме Огюстен Льо Пренс, Уилям Хенри Фитън, Томас Едисън и Емил Рейно вече са допринесли значително за развитието на анимираните изображения. От това време насам филмите значително еволюират и техниките за тяхното заснемане и показване се усъвършенстват. В това развитие има няколко основни етапа, като периода на нямото кино или появата на цветните филми, но за строга периодизация е трудно да се говори, тъй като повечето ключови подобрения се развиват постепенно и успоредно едно на друго.

### Предкино
Развитието на анимираните изображения до 1895 година понякога се нарича с общото наименование „предкино“. Терминът е въведен от някои историци на киното, за да опише „първите форми на киното, т.е. тези, които предшестват етапа на киноиндустрията. В действителност предкиното предшества кинематографа, но вече е кино.“
Луи Еме Огюстен Льо Пренс е един от първите експериментатори, успял да създаде движещо се изображение. Първоначално той конструира камера със седем лещи, но тя не е много успешна, тъй като образът след всяка леща е с малка ъглова разлика, спрямо този от предишната. Малко по-късно Льо Пренс прави нова камера, която има само една леща. С нея той успява да заснеме през 1888 година „Сцена в градината на Рунде“ – първия филм в световната история. Две години по-късно Льо Пренс изчезва при неизяснени обстоятелства.
През 1876 година, опитвайки се да анализира движението след разговор за конски алюр, Едуард Майбридж провежда фотографски експеримент. Той разполага по дължината на пистата за конни надбягвания в Пало Алто дванадесет фотоапарата, които се активират автоматично при преминаването на коня пред тях. По този начин той получава поредица фотографски снимки на различни етапи от движението на коня, което му позволява да докаже, че в определен момент при галоп конят отделя и четирите си крака от земята. След това Майбридж създава устройството зоопраксископ, което използва снимките, за да покаже отново движещия се кон. Няколко години по-късно, през 1882 година, Етиен-Жул Маре опростява тази система и създава фотопушката. Шест години по-късно той внася значителни подобрения в нея и ѝ дава името хронофотограф.
- Експериментите на Майбридж и Луи Льо Пренс
- Подредените фотографии
- Показани със зоопраксископ
- Цялата анимация „Сцена в градината на Рунде“

С подобренията във фотографските стативи през следващите години много експериментатори се насочват към филмите. През 1891 година Уилям Кенеди Диксън, служител на Томас Едисън, изобретява кинетографа – камера, която заснема филми, предназначени за гледане през кинетоскоп. Системата използва целулоидни филми, които се навиват на цилиндър, за да се подобри качеството на заснемане. Първите филми, които имат продължителност едва няколко секунди, са заснети от самия Диксън в студиото на Едисън Блек Мария и описват всекидневни случки – „Кихането на Фред От“, „Карменсита“, „Боксиращи се котки“.
На 12 февруари 1892 година Леон Були патентова система, наречена „Кинематограф Були“, която използва неперфориран филм. На Световното изложение в Чикаго през 1893 година Едуард Майбридж показва множество прожекции на „Наука за животинското движение“, за които използва зоопраксископ, които стават първите платени прожекции в историята на киното. През същата година и също на Световното изложение Едисън представя за пръв път пред публика кинетоскопа, а след това го показва и в Европа, където той му донася голям успех. Много изобретатели се опитват да конструират подобни прожекционни устройства, използвайки магически фенер, тъй като Едисън няма международен патент. Сред тези от тях, постигнали успех, са Йожен Лост с неговия ейдолоскоп и братя Люмиер, които на 13 февруари 1895 година патентоват кинематографа.

### Поява на кинематографа
След като през 1894 година заснемат множество кратки филми, а през следващата година провеждат поредица частни прожекции, братя Люмиер решават да организират публични платени прожекции в Индийския салон на Гран Кафе в Париж. Първата от тях е проведена на 28 декември 1895 година и сред включените в нея филми са „Напръсканият пръскач“, „Хранене на бебе“ и „Излизане от завода Люмиер в Лион“. Въпреки разпространеното мнение, на тези първи прожекции не е показван филмът „Пристигане на влака на гара Сиота“, който се появява месец по-късно. През първия ден прожекцията е посетена от едва 33 зрители, сред които двама журналисти, но новината за това изобретение се разнася от уста на уста и седмица по-късно билети се купуват след чакане на големи опашки.
След този първи успех в Париж киносалони започват да се появяват и в други европейски градове. Първият, на 25 януари 1896 година, е открит в Лион, следват Лондон, Бордо, Брюксел, Берлин. Кинопрожекциите скоро се разпространяват в целия свят. За да разнообразят прожекциите, братя Люмиер разпращат в различни краища на света оператори като Габриел Вер и Александър Промио, които заснемат кратки филми с местна тематика и поставят началото както на документалното, така и на любителското кино.
Навлизането на кинематографа се забавя само в Съединените щати, където патентът на Едисън е пречка за неговото използване. На един от операторите на братя Люмиер, Феликс Мегиш, дори е забранено да снима, тъй като няма разрешение от притежателя на патента. Томас Едисън прави опит да се включи в разпространението на киното и купува правата за изобретения от Томас Армат и Чарлз Франсис Дженкинс витаскоп – прожекционен апарат, който дава възможност за показване на филми пред по-голяма публика, отколкото при кинетоскопа. Въпреки неговите усилия тази технология не успява да се наложи и кинематографът, позволяващ както заснемане, така и прожектиране на филми, остава стандартното устройство в първите години на киното.
С популяризирането на киното и във Франция в снимането на филми се включват и други предприемачи, освен братя Люмиер. Шарл Пате изпраща свои оператори, които заснемат обикновени местни сцени, засилвайки етнографския и документален характер на ранното кино. От своя страна Жорж Мелиес става предшественик на специалните ефекти, заснемайки филми като „Пътешествие до Луната“ (1902). Той използва различни техники от илюзионното изкуство и въвежда в употреба множество кинематографични трикове, някои от тях вдъхновени от фотографията. По-късно историците на киното често ще определят братя Люмиер като създатели на документалното, а Мелиес – на художественото кино, които до голяма степен е вдъхновено от театъра и неговите конвенции. През 1906 година Чарлз Тайт заснема в Австралия и първия пълнометражен филм – „Историята на Кели Ганг“.

### Озвучените филми
Първите опити за озвучаване на филми са правени още през 1889 година от Томас Едисън, но не дават задоволителен резултат, тъй като звукът и изображението не са синхронизирани. През 1894 година Емил Рено успява да синхронизира шумове със своите прожекции на „светлинни пантомими“. През 1900 година е направена първата публична прожекция на озвучен филм, без да окаже влияние върху комерсиалното киноразпространение, но разработките в тази област продължават, като особено активна е компанията „Гомон“. Междувременно се търсят различни решения за заобикаляне на проблема с липсата на звук – прожекциите често се правят с акомпанимент на музика, свирена на живо в салона, в някои случаи актьори зад сцената четат диалозите или коментират сцените, а понякога и създават различни звукови ефекти.
По този начин навлизането на звука в киното се превръща в постепенен процес на усъвършенстване на звуковата техника и средствата за синхронизиране на звук и изображение. През първите години на този преход звукът се възпроизвежда от поредица дискове, всеки от които има дължина по няколко минути и които се пускат последователно, следвайки развитието на действието във филма. Едва през 1923 година в Ню Йорк е направена първата комерсиална прожекция, при която се използва система със звукозапис върху самия филм. За първи озвучен пълнометражен филм обикновено се приема „Дон Жуан“ (Don Juan), режисиран през 1926 година от Алан Кросланд с участието на Джон Баримор, а за първи филм с говор – „Джаз певецът“ (The Jazz Singer), режисиран също от Кросланд през следващата година.
Първите озвучени филми са сравнително примитивни и зле направени и отношението на публиката към тях често е отрицателно. Озвученото кино се превръща в самостоятелно направление едва през 1932 година, когато техниката позволява самостоятелното записване на звук и изображение, които се синхронизират впоследствие чрез постсинхронизация. През 1930-те години говорещите филми се превръщат в обичайния формат на киното.
Опасения от навлизането на звука в киното имат и хора свързани с производството на филми. Някои режисьори смятат, че диалозите може да отклонят вниманието на зрителите от естетиката на самите образи или че киното ще се превърне в обикновен „филмиран театър“, вместо да продължи да развива своя собствена естетика. В допълнение към това, тогавашните камери са много шумни и трябва да бъдат затваряни, заедно с оператора, в звукоизолирани обвивки, за да не бъде записан шумът от тях, а това силно затруднява движението на камерата. По същите причини студийните снимки получават голямо предимство пред снимането на открито. Някои утвърдени кинорежисьори отказват, поне първоначално, да снимат озвучени филми, като по този начин удължават времето на съвместно съществуване на неми и озвучени филми, но въпреки това сравнително бързо немите филми практически изчезват.
Друг съществен проблем при въвеждането на звука е трудната адаптация на актьорите, особено на тези, които дотогава са играли само в киното и никога не са използвали гласа си. Налагането на озвучените филми слага край на кариерата на актьори като Джон Гилбърт, чиито гласове са смятани за неприятни. В същото време други звезди на нямото кино се приспособяват успешно. Например Рамон Новаро остава популярен, благодарение на приятния си тембър и таланта си като певец.
През преходния период много филми са едновременно неми и озвучени. Например през 1931 година Рене Клер снима „Под покривите на Париж“ (Sous les toits de Paris) и заобикаля проблемите със звукозаписа, като някои сцени остават неми, тъй като актьорите се намират твърде далеч или зад стъкло, а други са озвучени, но се развиват на тъмно, като за действието се разбира само по звука.
Появата на озвученото кино поставя и проблема с различните езици. В Съединените щати, които са голям износител на кинопродукция, се опасяват, че озвучаването ще затрудни износа на филми в страните, където не се говори масово английски език. В първите години се търсят усилено решения на този проблем, включително заснемане на един и същ филм неколкократно, с едни и същи декори, но с различни актьори, които говорят на съответния език. Някои актьри като Лоръл и Харди дори заснемат сами версии на няколко езика.

### Цветните филми
- Еволюция на цветните филми
- Бедният Пиеро (1891 г.) Емил Рейно: цветове от началото на киното
- Фабрика за оцветяване 1906 г.
- Цветна мечта (1911 г.), с използване на техниката Kinémacolor
- Мъжете предпочитат блондинките (1953 г.), с Technicolor

Появяването на цветове в киното има различен ефект от появяването на звука.
Появата на звука практически унищожава нямото кино, докато цветът има ограничено влияние: черно-белите филми продължават да съществуват, поне за определен период от време заедно с цветните. Първият игрален филм, заснет в цвят в киното, е от 1935 година:„Беки Шарп“ от Рубен Мамулян. Едва към края на 1960-те цветните филми се налагат окончателно, въпреки че някои филми все още се заснемат в черно и бяло от естетически и художествени съображения като „Ръсти Джеймс“ на Франсис Форд Копола или „Разяреният бик“ от Мартин Скорсезе.
Подобно на звука, различни решения са предложени за преодоляване на липсата на цветове, дори преди 1900 г. В началото на киното може да се спомене Емил Рейно, който благодарение на своя оптичен театър, предлага на обществеността анимационни герои още през 1892 година. През 1897 година Жорж Мелиес оцветява ръчно покадрово филмите си. През 1906 г. Pathé създава фабрика за оцветяване за филмите си.
Анри Фурел, който е отговорен за оцветяване на филмите в Pathé, решава да механизира процеса и прави заявка за патент на 22 октомври 1906 година: със система от камери, машината възпроизвежда жестовете на оцветителите. Системата по-късно е подобрена, и окончателният патент е подаден на 19 август 1908 г.
Друг метод се предлага на пазара в 1911 г. на Kinemacolor, разработен в Англия от Чарлз Ърбан. Идеята е да се използва камера, чийто затвор е заменен с червено-оранжев филтър и синьо-зелен филтър. Прожекторът със същия затвор позволява да се възпроизведат цветовете. Следват много други изобретения и нововъведения като chronochrome, Technicolor или Eastmancolor.
Цветен филм е направен през 1913 г., когато е заснета сватбата на Виктория Луиза – дъщеря на германския император Вилхелм II.

## Техника
Повечето филми са заснемани на филмова лента, която представлява прозрачен целулоидна, ацетатна или полиестерна основа, покрита със слой светлочувствителни химикали. Първите ленти са правени от нитроцелулоза, но поради лесната си възпламенимост са заменени от по-безопасни материали. Ширината на лентата и размерът на филма са претърпели значителни изменения, въпреки че повечето комерсиални филми все още се снимат и разпространяват в кинотеатрите върху 35-милиметров филм.
Първоначално филмите са заснемани и прожектирани с камери и кинопроектори, при които филмът се задвижва с ръчна манивела. Макар че за стандартна скорост по времето на немите филми често се сочи 1000 кадъра в минута (16⅔ кадъра в секунда), в действителност повечето неми филми са заснемани при скорости от 16 до 23 кадъра в секунда и са прожектирани при 18 кадъра в секунда и повече, като често към филма има приложена инструкция за скоростта на всяка сцена. С навлизането на звука в киното в края на 20-те години, скоростта е стандартизирана, тъй като звуковите глави изискват фиксирана скорост. Избрана е скоростта от 24 кадъра в секунда, тъй като това е най-ниската (оттам и най-евтина) скорост, даваща възможност за задоволително качество на звука. Нововъведенията от XIX век насам, включват механизирането на камерите, което позволява заснемане с постоянна скорост, намаляване на шума от тях, което дава възможност за звукозапис на място без използване на големи заглушители за камерата, изобретяването на по-сложни филмови ленти и лещи, позволяващи снимки при по-слаба осветеност, и разработването на синхронизираното озвучаване, чрез което звукът се записва с точно същата скорост като заснеманото действие.
Ранните исторически филми са трудни за съхранение и са необходими усилия за тяхното запазване. Повечето филми, заснети на нитроцелулозна основа се копират на съвременни безопасни ленти. Понякога цветните филми се консервират чрез сепариране – записване на три черно-бели негатива, експонирани през червен, зелен и син филтър. При реставрацията се използват и различни цифрови методи, но бързите промени в тази технология затрудняват нейното използване за дългосрочно съхранение.
През втората половина на XX век все повече кинофилми се заснемат с аналогова видеотехника, подобна на използваната в телевизията. Приложение намират и съвременните цифрови видеокамери и проектори. Този подход се предпочита от някои автори, най-вече защото заснетият цифров материал може лесно да бъде преглеждан и монтиран чрез системи за нелинеен монтаж без да се изчаква обработката на филм. Въпреки това преходът е постепенен и към 2005 година повечето големи кинопродукции се заснемат на филм.

## Производство
Средствата, необходими за заснемането на един филм, зависят до голяма степен от това, което се цели да се покаже, както и от апаратурата, чрез която след това ще се възпроизвежда. Един филм може да бъде заснет и от един-единствен човек с камера, а може и да са му необходими хиляди актьори и статисти, както и огромен снимачен екип. Стъпките по производството на един филм могат да бъдат обобщени като: концепция, планиране, изпълнение, преглед и разпространение. Производственият цикъл на един холивудски филм например обикновено се свежда до:
1. Развитие
2. Предпродукция
3. Заснемане
4. Постпродукция
5. Разпространение

Производственият цикъл от този тип в общия случай отнема около три години, първата от които е отделена за развитие на проекта. Втората година е за пред-продукция и заснемане, а третата – за пост-продукция и разпространение.
Колкото по-голям е филмът, толкова по-важна става ролята на финансирането. Повечето игрални филми (особено в САЩ) са повече бизнес начинания, отколкото изкуство.
Според българския Закон за филмовата индустрия „производство на филм“ е художествено-творчески процес, който обхваща следните етапи:
1. подготовка
2. снимки
3. монтаж
4. озвучаване
5. еталониране[28]

| Класация | Страна          | Среден брой на произведените филми на година в периода от 1988 до 1999 г. |
| -------- | --------------- | ------------------------------------------------------------------------- |
| 1        | Индия           | 839                                                                       |
| 2        | Китай и Хонконг | 469                                                                       |
| 3        | Филипини        | 456                                                                       |
| 4        | САЩ             | 385                                                                       |
| 5        | Япония          | 238                                                                       |
| 6        | Тайланд         | 194                                                                       |
| 7        | Франция         | 183                                                                       |
| 8        | Италия          | 99                                                                        |
| 9        | Бразилия        | 86                                                                        |
| 10       | Мианмар         | 85                                                                        |

### Екип
Снимачният екип на даден филм се състои от хора, наети от филмова компания производител да извършват дейности във фазата на заснемане на един филм. Снимачният екип не включва актьорския състав, т.е. актьорите, които се появяват пред камера или озвучават герои от филми. Снимачният екип е различен и от т. нар. продуцентски екип, който включва продуценти, мениджъри, представители на компанията производител, техните асистенти и хората, чиито основни функции са във фазите на предпродукцията и постпродукция. Практиката е комуникацията между продуцентския и снимачния екип да се осъществява посредством режисьора и неговите асистенти. Средните до големи екипи обикновено са разделени на отдели с добре изразена йерархия и стандарти за взаимодействие и сътрудничество между отделите. Екипът се занимава с всичко във фазата на заснимането: реквизит и костюми, камери, звук, светлини, снимачни площадки и производство на специални ефекти.

## Видове филми
- Игрални
- Анимационни
- Документални
- Научнопопулярни